# کوزبکوو
کوزبکوو (انگلیسی: Kuzebekovo) یک شهرک در شهرستان زیانچورینسکی استان باشقیرستان کشور روسیه است.